# Jeremy Rifkin
Jeremy Rifkin (Denver, 26 januari 1945) is een Amerikaanse econoom, sociaal theoreticus, politiek adviseur en activist. Hij heeft meer dan 20 boeken geschreven over de impact van wetenschappelijke en technologische vernieuwingen op de economie, het milieu en de factor arbeid. Hij is de bedenker van de term Derde Industriële Revolutie, waarmee hij bedoelt dat het kapitalistische systeem op zijn einde loopt en er een nieuwe tijd aanbreekt. Hij is ervan overtuigd dat bijna alle producten binnenkort voor bijna nul kosten te produceren zijn door nieuwe technologie, met grote gevolgen voor de economie. Daarnaast zal iedereen energie met elkaar gaan delen via een `energie-internet zoals we dit nu al met informatie doen. De Duitse en de Chinese overheid maken van zijn adviezen gebruik en ook de Metropoolregio Rotterdam Den Haag heeft zijn diensten ingehuurd om de mogelijkheden voor economische vernieuwing te onderzoeken.

## Jeugd en vorming
Rifkin werd in Denver geboren, als zoon van Vivette en Milton Rifkin, een fabrikant van plastic tasjes. Toen hij 22 jaar oud was, gebeurde er iets dat zijn leven zou veranderen. Hij liep langs een groep studenten die protesteerden tegen de Vietnamoorlog en zag dat ze door de politie in elkaar werden geslagen. Hij was zo verontwaardigd dat hij de volgende dag een demonstratie voor de vrijheid van meningsuiting organiseerde. Ook werd hij actief in de vredesbeweging.
In 1968 behaalde hij zijn masters in Internationale betrekkingen aan de Fletcher School of Law and Diplomacy van de Tuftsuniversiteit. Ook sloot hij zich aan bij de VISTA, een Amerikaanse vrijwilligersorganisatie voor armoedebestrijding, waarvoor president John F. Kennedy het initiatief had genomen.
In 1974 organiseerde Rifkin een massademonstratie tegen de oliemaatschappijen in Boston. Actievoerders gooiden lege olievaten in de haven, als protest tegen het stijgen van de benzineprijzen ten gevolge van het olie-embargo van de OPEC.
Vier jaar later richtte hij de Foundation on Economic Trends (FOET) op, een organisatie die zich met de economie en klimaatverandering bezighoudt.

## Auteur en activist
Hij was een van de eerste critici van de toen opkomende biotechnologie en schreef er in 1977 een boek over, Who Should Play God? Hij beschrijft met name de ethische en economische implicaties van deze technologie.
In 1981 publiceerde hij het boek Entropy: A New World View (Chaos: Een nieuwe kijk op de wereld), waarin hij betoogt dat de mensheid de natuurlijke hulpbronnen met een toenemende snelheid verspilt en, als dat zo doorgaat, dit zal leiden tot het einde van onze beschaving. 
Acht jaar later bracht hij klimaatwetenschappers en milieu-activisten uit 35 landen bijeen in Washington D.C. voor de eerste vergadering van het Global Greenhouse Network (belangenorganisaties die zich keren tegen de broeikasgassen).
In 1993 lanceerde Rifkin de Beyond Beef Campagne, een coalitie van zes milieu-organisaties, waaronder Greenpeace die zich inzetten om de consumptie van rundvlees met 50% te verminderen. Het argument was dat het effect van de methaan uitstoot van koeien vele malen groter is dan dat van koolstofdioxide.
Het initiatief en het gelijknamige boek werden door sommigen negatief ontvangen: "Beyond Beef (Er is meer dan vlees) is flauwekul. De auteur wil ons doen geloven dat de vleesindustrie de voornaamste schuldige is van onder meer, de opwarming van de aarde, seksuele discriminatie, verstopte slagaders en honger in de Derde Wereld."
Een ander geruchtmakend boek was The End of Work, uit 1995, dat toen al wees op de gevaren van automatisering en als gevolg daarvan het verlies van arbeidsplaatsen.
Ook The Biotech Century, dat Rifkin in 1998 uitbracht gaat over de biotechnologie.

## Waterstof Economie
Ook in de nieuwe eeuw gaat Rifkin door met het publiceren van nieuwe inzichten die,volgens hem, een groter publiek verdienen. Zoals zijn boek The Hydrogen Economy (De Waterstof Economie), uit 2001, waarin hij een oproep doet aan de politiek, zowel in de Verenigde Staten als Europa, om meer duurzame waterstofgas te gebruiken.
En in 2004 schrijft hij European Dream, een positief boek over de Europese eenwording, waarin de economie bijna net zo goed draait als in de Verenigde Staten. Rifkin constateert dat de eurozone een handelsoverschot heeft met de rest van de wereld in tegenstelling tot de Verenigde Staten. De publieke sector functioneert hier ook beter. Europa lijkt, volgens Rifkin, de beste eigenschappen van de Amerikaanse en Aziatische aanpak van mondiale problemen in zich te herbergen.

## Derde Industriële Revolutie
In het boek De Derde Industriële Revolutie noteert hij dat er een overgang gaande is, zoals er meer zijn geweest in onze beschaving. De eerste industriële revolutie kwam met de stoommachine, de komst van de elektriciteit veroorzaakte de tweede revolutie en het internet de derde.
Door groene energie en omdat, in de nabije toekomst, niet langer grote bedrijven de energie zullen aanleveren, maar kleine coöperaties staan we op de drempel van een nieuw tijdperk. Rifkin spreekt in dit verband van de Derde Industriële Revolutie. Vijftig jaar geleden kostte zonne-energie 50 euro per wattuur, nu nog maar 55 cent. Als de installaties eenmaal betaald zijn, kost de energie bijna niets, want de zon stuurt geen rekening.
Rifkin voorziet grote veranderingen in de energiemarkt. Zon en wind zijn gratis, de kosten van een biomassavergister in je eigen tuin zijn snel terugverdiend en ook aardwarmte komt meer beschikbaar. Als kleine energieleverancier maak je netwerken met anderen via sociale media (zoals Facebook en You Tube). Je hebt ook minder overhead kosten dan grote energiemaatschappijen en op den duur, hoopt Rifkin, heeft iedereen zijn eigen centrale. Ook miljoenen gebouwen zullen in hun eigen energie voorzien.
Deze manier van denken vertoont zowel kenmerken van het kapitalisme, want iedereen maakt deel uit van de markt als het socialisme. Immers na de Derde Industriële Revolutie is iedereen in solidariteit met elkaar verbonden.
De Derde Industriële Revolutie, als blauwdruk voor de toekomst is in 2007 door het Europees Parlement aanvaard en wordt door verschillende afdelingen van de Europese Commissie geïmplementeerd.
Van het boek over de Derde Industriële Revolutie zijn in China al meer dan een half miljoen exemplaren verkocht. Het elektriciteitsnet wordt de komende tijd voor 66 miljard euro aangepast aan de nieuwe tijd en over enkele jaren moet heel China op het internet zijn aangesloten. Maar dat China hiermee een koploper in de Derde Industriële Revolutie zal zijn, lijkt onwaarschijnlijk.

## Zero Marginal Cost
In 2014 verscheen zijn laatste boek The Zero Marginal Cost Society: The Internet of Things, the Collaborative Commons, and the Eclipse of Capitalism.
Met de term Nul Marginale Kosten bedoelt Rifkin de bijkomende kosten, die de kostprijs van een eenheid bepalen. Hoe lager de prijs, des te goedkoper is het product of de dienst. Hij gaat ervan uit dat door nieuwe technologieën goederen en diensten (bijna) gratis kunnen worden. De samenleving kan het geld dan uitgeven aan een gemeenschappelijk goed.
In de wereld van Rifkin komen communicatie, energie en transport samen, via het internet, in het Internet der Dingen. Alle informatie en data zijn door middel van sensoren met elkaar verbonden. Het aantal sensoren kan oplopen tot 100 biljoen. De politiek zal moeten bepalen, hoe onze privacy gewaarborgd zal zijn, wanneer alle informatie in principe gedeeld wordt.
Miljoenen jonge mensen delen nu al hun muziek, films en foto’s via het internet. Zij claimen vaak geen eigendomsrechten. De omzet van mediabedrijven daalt dus drastisch. Tegelijkertijd ontstaan er weer nieuwe bedrijven die werkgelegenheid scheppen zoals Facebook en Twitter. Als schaduwzijde van deze ontwikkeling ziet Rifkin dat dit soort van bedrijven een monopolie positie krijgen.

## Kritiek
Het gedachtegoed van Rifkin is niet onomstreden. Hij is aangevallen op het gebrek aan wetenschappelijke onderbouwing van zijn beweringen.
Vooral zijn negatieve standpunten over genetische technologie zijn bekritiseerd. Hij zou op irrationele wijze de angst voor genetisch gewijzigde organismen aanmoedigen. Zijn boek Algeny (1983) over dit onderwerp werd door de bekende Amerikaanse bioloog Stephen Jay Gould bestempeld als een "knap in elkaar gezet stuk anti-intellectuele propaganda vermomd als geleerdheid".
Toen het weekblad Time in 1989 negatieve reacties van wetenschappers (vooral genetici) publiceerde, noemde het blad hem de meest gehate man in de wetenschap.
Anderen noemen hem een typisch voorbeeld van een politiek ondernemer: "Al tientallen jaren exploiteert hij angst voor technologie, beoefent pseudo wetenschap en economie van de koude grond. Hij heeft één onmiskenbaar talent, namelijk om een reclame te maken voor zichzelf."

## Publicaties
Hij schreef meer dan 20 boeken waarvan een selectie van de belangrijkste hieronder
- Entropy : A New World View (1980)
- The End of Work (1995)
- The Hydrogen Economy (2002); De waterstofeconomie (2004)
- The European Dream (2004); De Europese droom : hoe Europa's visie op de toekomst langzaam maar zeker de Amerikaanse droom overschaduwt (2005)
- The Empathic Civilization (2010)
- The Third Industrial Revolution (2011); De derde industriële revolutie : naar een transformatie van economie en samenleving (2014)
- The Zero Marginal Cost Society: The internet of things, the collaborative commons, and the eclipse of capitalism (2014)